# Luddtåtel
Luddtåtel (Holcus lanatus), även kallat ludet honingsgräs, är en växtart i familjen gräs. 
Luddtåtel är en mångårig gräsväxt, som förekommer i två artförändringar på sandiga och något fuktiga ängar och betesmarker, i synnerhet över de yngre
formationerna på Gotland, Öland och i Skåne ganska ymnigt, i de övriga kustlandskapen här och där, och är i de inre västliga landskapen sällsynt.
Luddtåtel har även odlats, och är åtminstone i de södra landskapen på mullrik sandjord ett av de bästa fodergräsen, såväl genom sin rika avkastning som smaklighet för all slags boskap. Det blommar i juni och juli, samt ger mogna frön i juli eller augusti och bör skördas vid börjande blomning.